# Atelopus mucubajiensis
Atelopus mucubajiensis är en groddjursart som beskrevs av Juan A. Rivero 1974. Atelopus mucubajiensis ingår i släktet Atelopus och familjen paddor. IUCN kategoriserar arten globalt som akut hotad. Inga underarter finns listade.